# Norbert Kraft
Pour les articles homonymes, voir Kraft.
 (Février 2019).
Norbert Kraft, né le 21 septembre 1950 à Linz (Autriche), est un guitariste, professeur et arrangeur canadien. Joueur de niveau international, il a enregistré plusieurs albums pour le label Naxos et en a notamment produit avec sa femme claveciniste, Bonnie Silver.

## Biographie
Né à Linz, en Autriche, la famille de Kraft émigre au Canada en 1954. Il étudie au Conservatoire royal de musique de Toronto avec Carol van Feggelen, puis avec John Mills et Aaron Shearer.
Kraft a également enregistré et produit (avec son épouse Bonnie Silver, également pianiste et claveciniste) de nombreux albums sous le label Naxos Records. En 1994, il lance Guitar Collection en tant que producteur et directeur artistique.
Kraft se spécialise dans les pièces pour guitare solo des XVIIe au XXe siècles ainsi que dans le répertoire de concertos. Il a publié de nombreux arrangements et transcriptions de musique de chambre et de musique baroque, puis solo et de chambre, y compris des œuvres pour guitare et clavecin. Il a compilé et édité une série d'exercices techniques et d'un répertoire pour la guitare. Celles-ci ont été publiées en 1978 sous le titre Classical Guitar Editions et ont été adoptées comme programme officiel par le Conservatoire royal de musique de Toronto. Il est également compositeur pour guitare classique.
Il a été membre des facultés de la Manhattan School of Music, de l'Université de Toronto et du Royal Conservatory of Music.